# Gwiazda Strzelców
Gwiazda Strzelców (lit. Šaulių žvaigždė) – jedno z litewskich odznaczeń ustanowione w 1930 w celu nagradzania obywateli za zasługi dla Związku Strzelców Litewskich i jego wyróżniających się członków.

## Historia
Pomysł ustanowienia Gwiazdy Strzelców został przedstawiony w 1927 przez pismo „Trimitas” („Trąbka”). Odznaczenie zostało ustanowione w trzy lata później, a jego pierwsze rozdanie miało miejsce 24 czerwca 1931 w święto strzelców litewskich. 
Odznaczenie zaprojektował Petras Rimša, a produkowane w Kownie przez firmę „Gravelit”, a także w Szwajcarii w Le Locle przez firmę „Huguenin Fréres”. W latach międzywojennych Gwiazdę Strzelców otrzymało 850 osób, w tym 53 obcokrajowców. Choć nadawana była przez ministra obrony, w imieniu prezydenta i na wniosek Związku Strzelców, to nie znajdowało się wśród oficjalnych odznaczeń litewskich. 
Gwiazda Strzelców została zniesiona po zajęciu Litwy przez ZSRR. 
Po odzyskaniu niepodległości przez Litwę w 1991 odznaczenie zostało odnowione, a od 2003 jest przyznawane przez litewskiego ministra obrony narodowej jako odznaczenie resortowe – forma nagrody dla wyróżniających się strzelców i innych osób zasłużonych dla Związku Strzelców i dla kraju. Nadawane jest za uczciwość, pilność i oddanie w pracach na rzecz Związku i kraju.

## Opis odznaki
Odznaką Gwiazdy Strzelców jest trójramienny krzyż, którego każde z ramion jest zakończone trzema ostrymi wypustkami. Ramiona krzyża pokryte są zieloną emalią. Na górnym ramieniu krzyża znajduje się tarcza herbowa z podwójnym krzyżem Jagiellonów. Na dwu pozostałych ramionach widnieje kolba strzelby i czara trąby, które są skrzyżowane pośrodku odznaczenia pod centralnie umieszczonym medalionem z czerwonej emalii przedstawiającym litewską Pogoń. Pomiędzy ramionami krzyża znajdują się srebrzyste promienie. Rewers odznaczenia jest gładki, metaliczny. Na medalionie pośrodku widnieje napis: UŽ NUOPELNUS (Za zasługi). Na górnym ramieniu trójramiennego krzyża widnieją litery L.Š.S (Lietuvos Šaulių Sąjunga, Związek Strzelców Litewskich), zaś na dolnych ramionach daty powstania Związku (1919) i ustanowienia odznaczenia (1930). Medal zawieszany jest na klamrze umocowanej na wstążce z zielonej mory z dwoma wąskimi białymi paskami wzdłuż obu brzegów wstążki i takim samym czerwonym pośrodku. Szerokość wstążki 30 mm.